# SZK Bordzsomi
Az SZK Bordzsomi (grúzul: საფეხბურთო კლუბი ბორჯომი, magyar átírásban: Szapehburto Klubi Bordzsomi) egy grúz labdarúgócsapat Bordzsomi városából, jelenleg a grúz másodosztályban szerepel.

## Története
Az élvonalba 2005-ben jutott fel először. Legjobb eredményét a 2005–2006-os szezonban érte el, mikoris az 5. helyen zárt. A 2007–2008-as szezonban a grúz kupa elődöntőjéig menetelt. Az élvonaltól 2009-ben a 11., utolsó helyen búcsúzott.

## Külső hivatkozások
- Az SZK Borjomi adatlapja az EUFO.de oldalán Archiválva 2009. június 1-i dátummal a Wayback Machine-ben (németül)